# آب زمينو
آب زمینو (أيسين) (بالفارسية: آب زمینو) هي مستوطنة تقع في إيران في قسم أيسين الريفي. يقدر عدد سكانها بـ 231 نسمة بحسب إحصاء 2016.